# Villaturde
Villaturde ist ein nordspanisches Dorf und Hauptort einer Gemeinde (municipio) mit 147 Einwohnern (Stand: 2024) in der Provinz Palencia in der Autonomen Gemeinschaft Kastilien-León. 

## Lage und Klima
Villaturde liegt in der Region Tierra de Campos auf der kastilischen Hochebene in einer Höhe von ca. 830 m. Die Provinzhauptstadt Palencia befindet sich mit ihrem Stadtzentrum etwa 47 Kilometer (Fahrtstrecke) südsüdwestlich. Am südlichen Rand der Gemeinde führt die Autovía A-231 entlang.
Das Klima im Winter ist durchaus kalt, im Sommer dagegen warm bis heiß; die eher spärlichen Regenfälle (ca. 590 mm/Jahr) fallen überwiegend im Winterhalbjahr.

## Bevölkerungsentwicklung
| Jahr      | 1970 | 1981 | 1991 | 2001 | 2011 | 2021 |
| Einwohner | 590  | 383  | 313  | 248  | 187  | 158  |

## Sehenswürdigkeiten

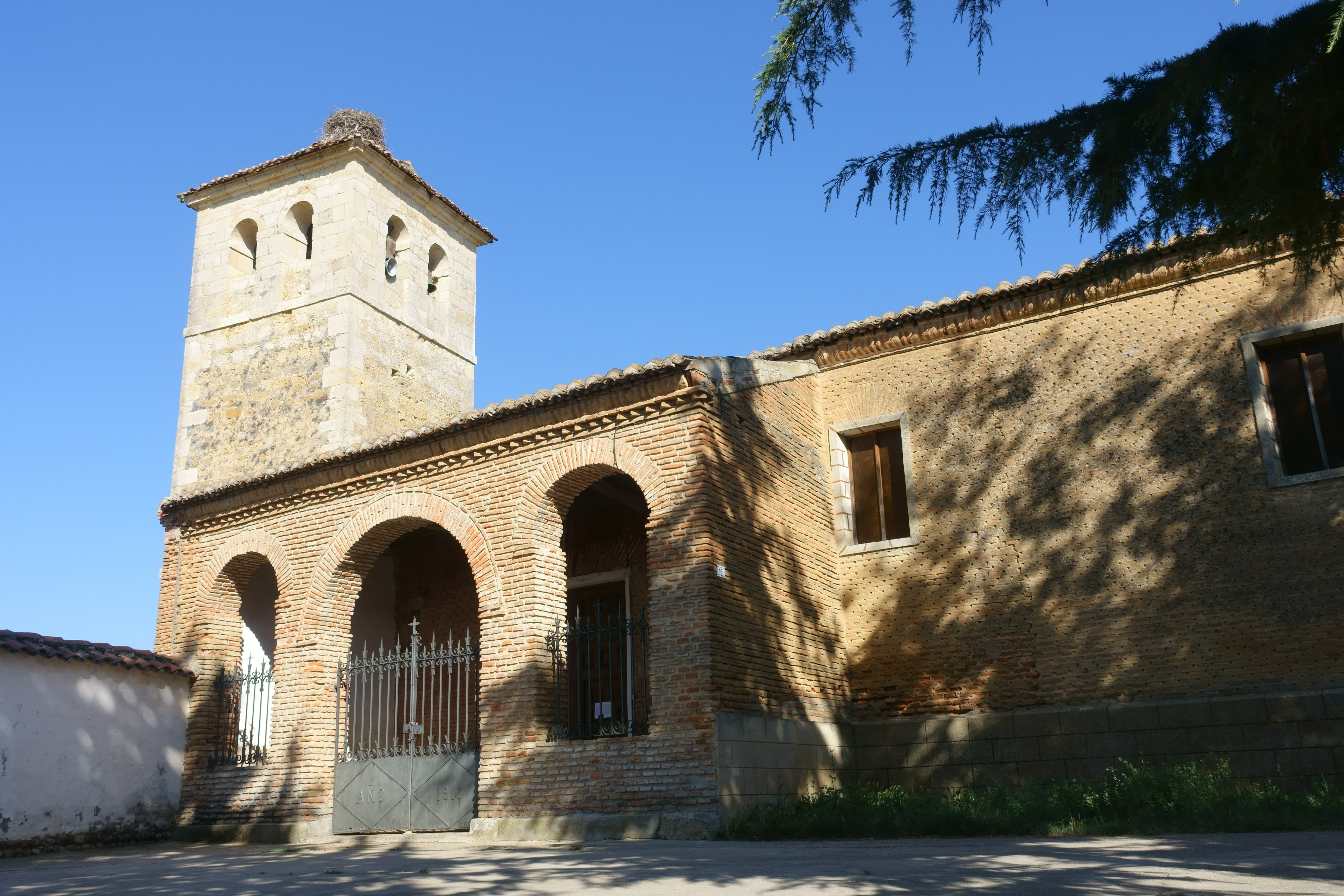
Kirche Mariä Himmelfahrt
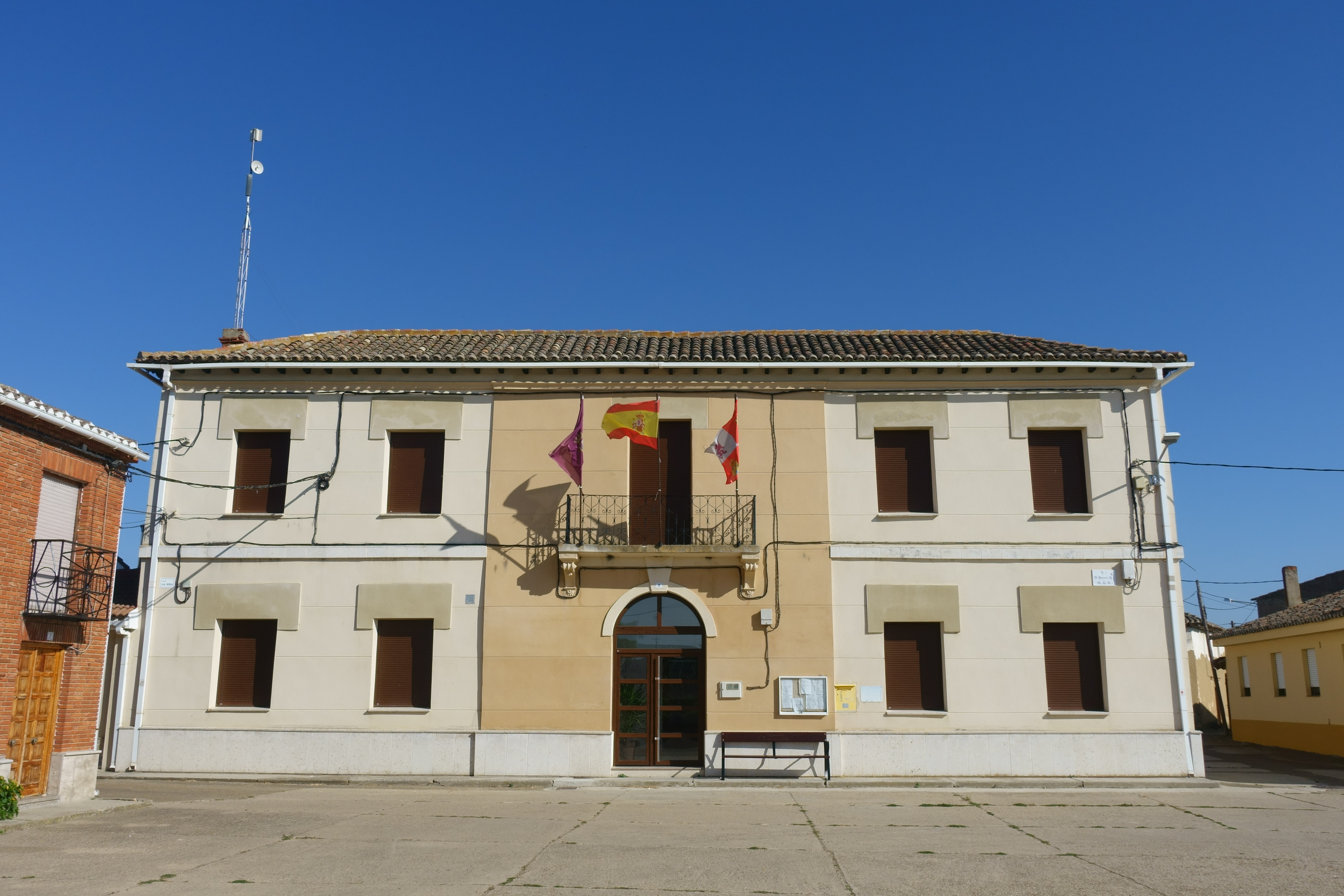
Rathaus

- Kirche Mariä Himmelfahrt
- Rathaus